# Phướn lớn
Phướn lớn (danh pháp hai phần: Phaenicophaeus tristis) là một loài chim trong họ Cuculidae.

## Hình ảnh

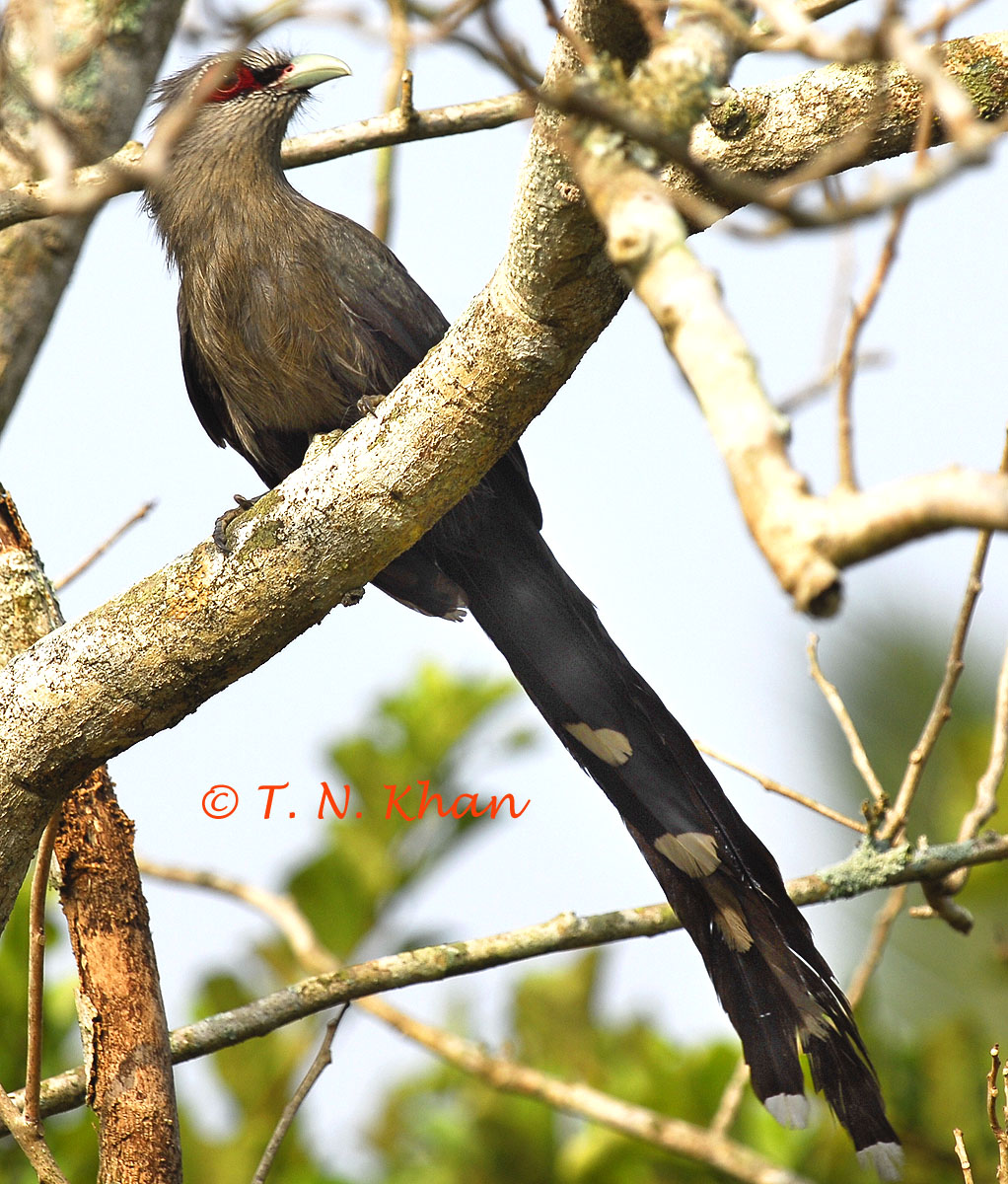
Phướn lớn (Phaenicophaeus tristis)Phướn lớn (Phaenicophaeus tristis)
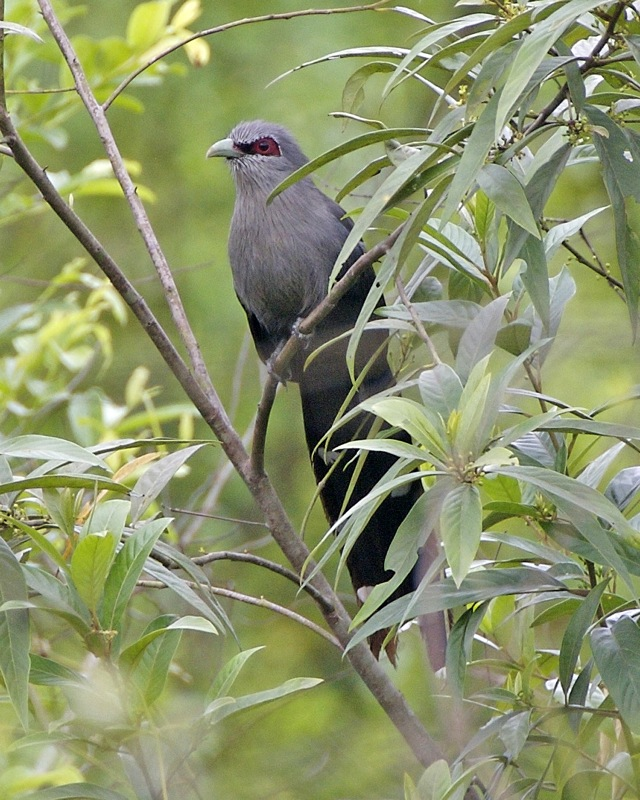
Tại Bangladesh
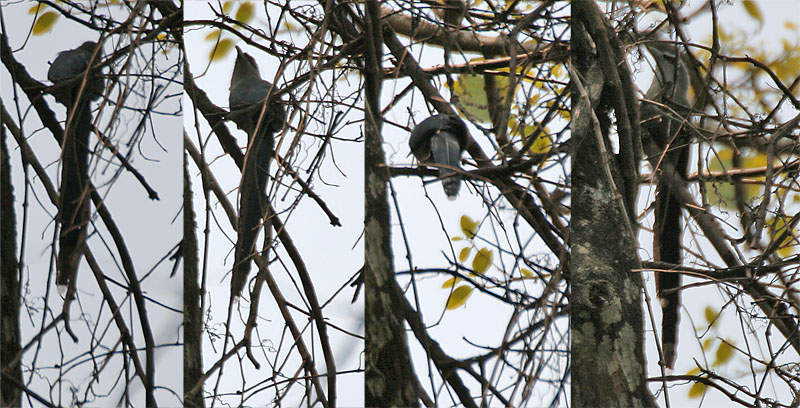
Tại làng Jayanti thuộc Khu bảo tồn hổ Buxa, quận Jalpaiguri vùng Tây Bengal, Ấn Độ.
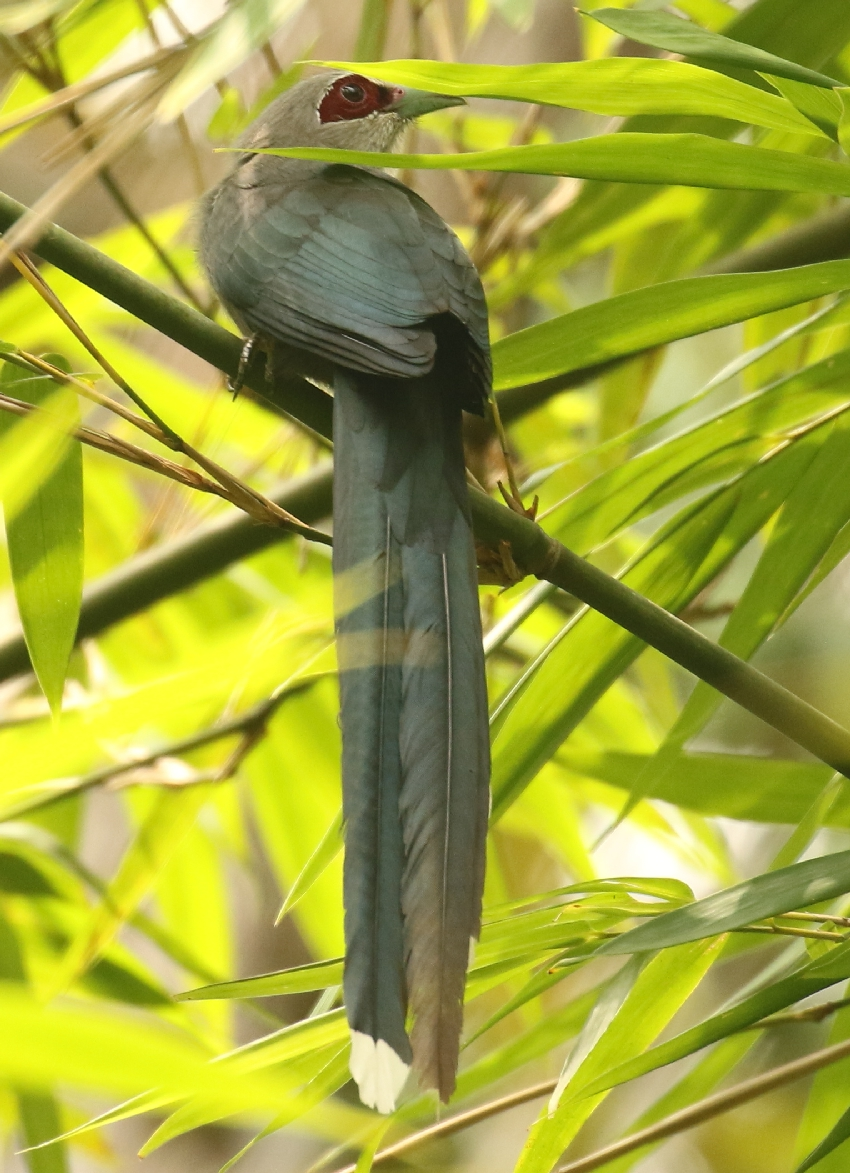
Kaeng Krachan Nat’l Park - Thái Lan
- Đồi Fraser, Malaysia, tháng 9 năm 1997